# Gmina Siemień
Die Gmina Siemień ist eine Landgemeinde im Powiat Parczewski der Woiwodschaft Lublin in Polen. Ihr Sitz ist das gleichnamige Dorf mit etwa 580 Einwohnern.

## Gliederung
Zur Landgemeinde Siemień gehören folgende 21 Ortschaften mit einem Schulzenamt:
Amelin
Augustówka
Działyń
Glinny Stok
Gródek Szlachecki
Jezioro
Juliopol
Łubka
Miłków
Miłków-Kolonia
Nadzieja
Pomyków
Sewerynówka
Siemień
Siemień-Kolonia
Tulniki
Wierzchowiny
Władysławów
Wola Tulnicka
Wólka Siemieńska
Żminne